# 월드 트레이드 센터 (영화)
《월드 트레이드 센터》(영어: World Trade Center)는 2006년 개봉한 미국의 다큐드라마 재난 영화이다. 올리버 스톤 감독이 연출했으며, 니컬러스 케이지, 마리아 벨로, 마이클 페냐, 매기 질런홀, 스티븐 도프, 마이클 섀넌 등이 출연했다.

## 줄거리
2001년 9월 11일 뉴욕 뉴저지 항만공사 경찰서 소속 존 매클로플린 경사는 로어맨해튼 세계 무역 센터의 원 월드 트레이드 센터로부터 비행기가 충돌했다는 신고를 받고 출동한다. 곧 건물이 무너지면서 존과 다른 지원자들은 잔해 속에 갇혀 버린다.

## 출연진
- 니컬러스 케이지 - 존 매클로플린 경사 역: 1993년 세계 무역 센터 폭탄 테러 경험자. 그라운드 제로에서 생존한 단 두 명 중 하나.
- 마이클 페냐 - 윌 히메노 역
- 제이 허낸데즈 - 도미닉 퍼줄로 경관 역
- 존 번솔 - 크리스토퍼 아머로소 경관 역
- 마리아 벨로 - 도나 매클로플린 역
- 매기 질런홀 - 앨리슨 히메노 역
- 스티븐 도프 - 스콧 스트라우스 역: 재난 구조 요원.
- 마이클 섀넌 - 데이브 칸스 해군 중사 역
- 윌리엄 메이포서 - 제이슨 토머스 해군 중사 역
- 도나 머피 - 주디 조너스 역
- 주드 치컬렐라 - 필즈 경위 역
- 대니 누치 - 지랄디 경관 역
- 프랭크 훼일리 - 척 서레이카 구호원 역
- 니컬러스 터투로 - 콜러비토 경관 역
- 코너 파울로 - 스티븐 매클로플린 역
- 브래드 윌리엄 헹키
- 피터 맥로비
- 줄리 애덤스
- 아서 J. 내스커렐라
- 패티 다밴빌
- 바이올라 데이비스
- 에이미 멀린스

## 같이 보기
- 세계 무역 센터의 붕괴
- 화이트워싱